# Donnersberg
Donnersberg (latină: Mons Jovis, franceză: Mont Tonnerre) sunt munți de origine vulanică, cu un diametru de 7 km cu o altitudine medie de 300 de m aparțin de masivul Nordpfälzer Bergland (Munții Palatini de Nord). Munții sunt situați în nordul landului Rheinland-Pfalz la granița cu dealurile Hessen, între localitățile Rockenhausen și Kirchheimbolanden, aproape în centrul orașelor districte Bad Kreuznach, Worms și Kaiserslautern. Vârful cel mai înalt Königstuhl ( 687 m) denumirea de tron a fost dată după asemănarea pe care o are stânca cu un „tron regal”.

## Galerie de imagini

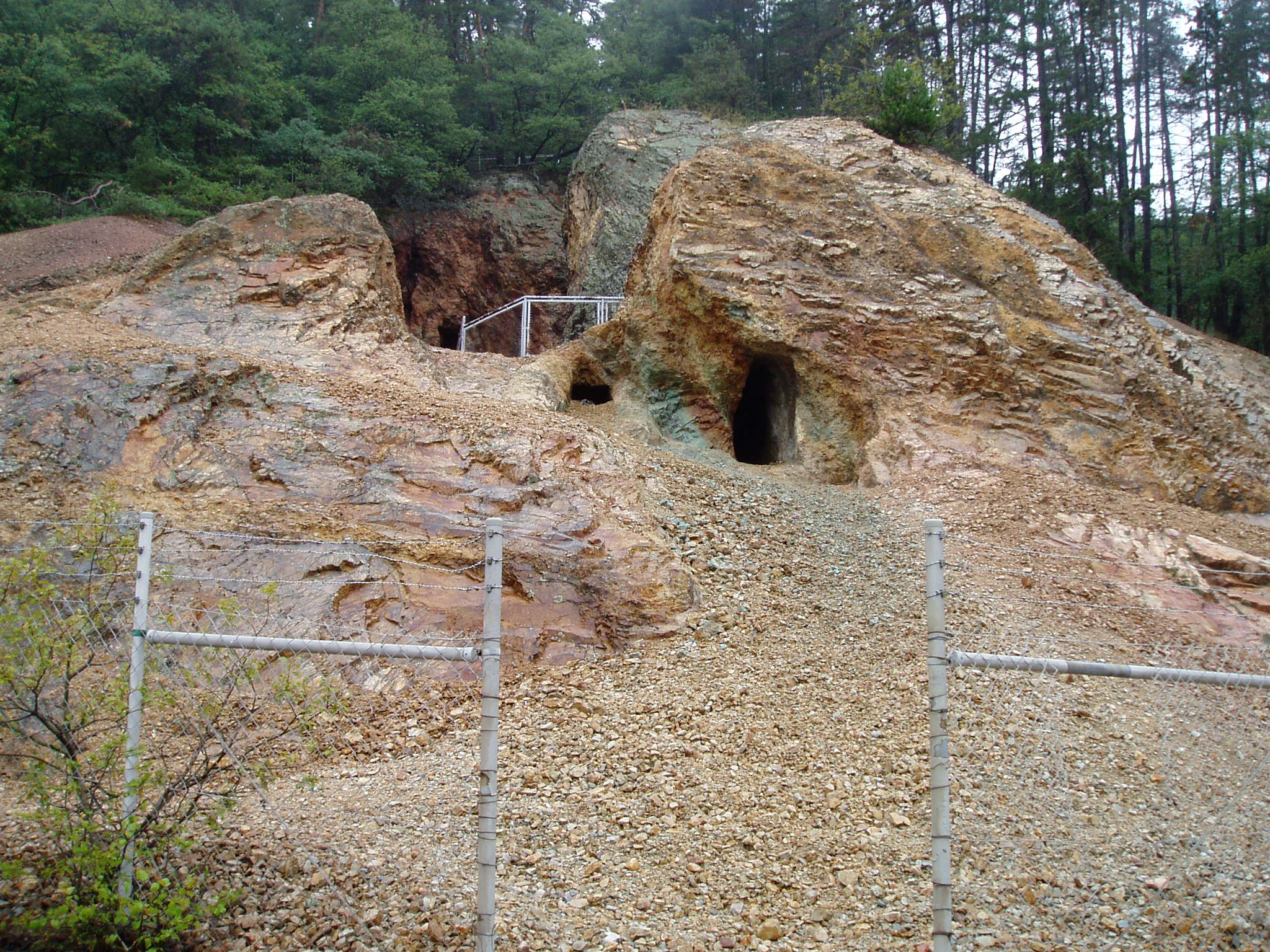
Mina de cupru „Katharina-1“
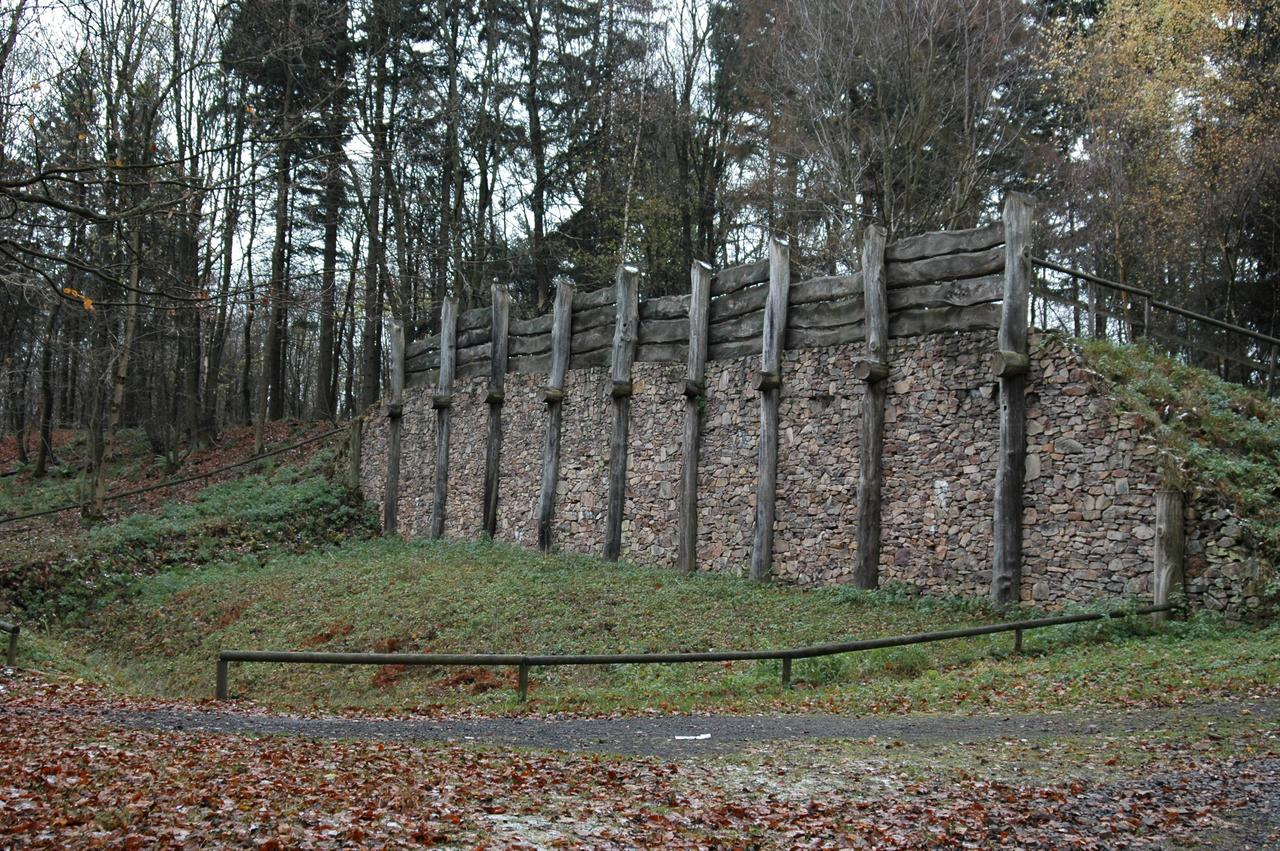
Zidul celtic
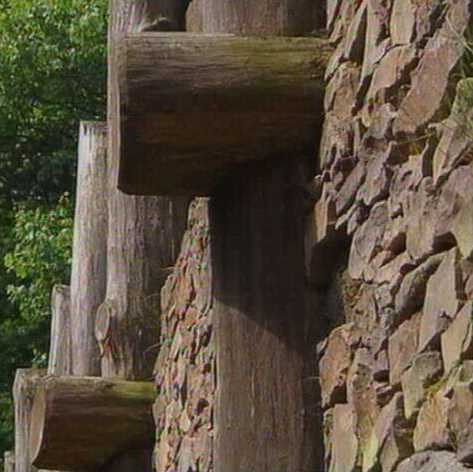
Zidul celtic văzut de aproape